# 蕲州路
蕲州路，元朝时设置的路。
改蕲州置，治所在蕲春县（今湖北省蕲春县西南蕲州镇）。属河南江北等处行中书省。辖境约当今湖北省长江以北、蕲春县以东地区。明朝初年，改置蕲州府。元末徐寿辉在此起义。 